# Asterisc
Un asterisc, també anomenat estelet és un signe tipogràfic que s'escriu *. El seu nom ve del fet que sembla un petit estel.
L'asterisc s'introdueix al text per a referir-se a una nota a peu de pàgina (encara que se sol indicar més sovint mitjançant números en superíndex). Diversos asteriscs indiquen un mot censurat, usualment perquè és un vulgarisme, tabú o poc adequat al context (com els renecs, per exemple).

## Informàtica
El seu nom, abreujant el d'estelet, sol ser de vegades estel.
A la missatgeria instantània i xats s'usa per corregir un text anterior mal escrit i que pot donar lloc a confusions.
Indica qualsevol caràcter en els noms de fitxers i comandes de programa, per exemple *.doc llista tots els documents amb l'extensió .doc sense importar el títol. Pot usar-se com una paraula o substituint una o més lletres.
En determinats programes i en calculadores equival al signe de la multiplicació. En la majoria de formularis, indica camp obligatori per omplir.

## Altres usos
En lingüística té dos usos diferents: pot indicar una forma incorrecta segons la norma de la gramàtica o, en parlar de llengües antigues, una forma reconstruïda, de la qual no es té constància escrita sinó que s'ha deduït pel comparatisme o altres mètodes similars.
L'ús original, nascut a l'edat mitjana i mantingut, és el d'indicar la data de naixement d'una persona (mentre que la creu indica la mort). Era un símbol de l'escut d'armes.
En matemàtiques, indica convolució.